# Croix de guerre 1914-1918 (France)
Pour les articles homonymes, voir Croix (homonymie) et Croix de guerre.
La croix de guerre 1914-1918 est une décoration militaire française attribuée pour récompenser l'octroi d'une citation par le commandement militaire pour conduite exceptionnelle au cours de la Première Guerre mondiale.

## Création
Durant la Première Guerre mondiale, le besoin de créer une récompense pour les combattants s'est fait sentir très rapidement. Il existait bien la « citation à l'ordre du jour », mais ce n'était qu'un témoignage écrit, dans les communiqués, les états de service et le livret militaire. Cette décoration administrative devait laisser place à un signe distinctif clair et visible, qui permettait au chef de décorer les plus vaillants de ses soldats sur les lieux mêmes des combats.
En mars 1914, avant le début de la guerre, le député Henri Tournade avait déjà déposé une proposition de loi afin d'instituer, pour les combattants, une médaille dite de la valeur militaire. Mais ce projet avait alors été repoussé par la commission de la Guerre.
À la fin de l'année 1914, le général Boëlle, commandant alors le IVe Corps, tente de convaincre l'administration de la nécessité de la création d'une telle décoration. Il réussira à convaincre un député, l'écrivain Maurice Barrès, député de Paris et chantre du patriotisme, de proposer un projet de médaille pour décorer les soldats, après un exploit particulier.
Le 23 décembre 1914, le député Georges Bonnefous dépose un projet de loi, signé par 66 députés visant à créer une médaille dite de la Valeur militaire. Le député Émile Driant, qui siège alors au parlement entre deux séjours au front, se fait tout naturellement le porte-parole d'un projet qu'il avait déjà ébauché, alors qu'il était aide de camp du ministre de la Guerre, le général Boulanger.
Le 4 février 1915, Émile Driant présente et soutient devant l'Assemblée nationale, le rapport de la commission de l'armée. « Créons un ordre récompensant la valeur militaire, mais en lui donnant un nom bref qui sonne clairement et qui, à lui seul, exclut la faveur de l'ancienneté. On l'appellera la croix de guerre, ce sera une croix de bronze clair, à quatre branches, surmontée d'une couronne de lauriers, et suspendue à un ruban vert uni, le vert de la médaille de 1870-1871, débarrassé des rayures noires qui symbolisaient le deuil de l'autre siècle. »
Après la présentation de plusieurs projets (voir ci-dessous Insigne), c'est finalement un modèle proposé par la maison Arthus-Bertrand qui est retenu. Le Sénat adopte le ruban vert rompu par de fines rayures rouges, associant le symbole du sang versé à celui de l'espérance et rappelant celui de la médaille de Sainte-Hélène donnée aux vieux grognards du Premier Empire.
Après d'âpres discussions au sein des deux chambres, la loi est votée le 2 avril 1915, et promulguée le 8 du même mois.
Ainsi on peut lire dans L'Illustration du 1er mai 1915 l'article suivant : « Le gouvernement vient d'adopter le modèle de la croix de guerre appelée à récompenser les belles actions sans nombre que cette campagne voit se multiplier au jour le jour. Le journal officiel du samedi dernier 24 avril 1915 a enregistré le décret présidentiel qui termine les conditions dans lesquelles sera décernée cette enviable récompense et donne la description de l'insigne. » Aux termes de ce décret, la croix de guerre est conférée de plein droit aux militaires des armées de terre et de mer, français ou étrangers, qui ont obtenu, pour fait de guerre pendant la durée des opérations contre l'Allemagne et ses alliés, une citation à l'ordre d'une armée, d'un corps d'armée, d'une division, d'une brigade. Elle est également conférée en même temps que la Légion d'honneur ou la Médaille militaire aux militaires ou civils non cités à l'ordre, mais dont la décoration a été accompagnée, au journal officiel, de motifs équivalant à une citation à l'ordre de l'armée pour action d'éclat. Enfin, les villes martyres, les villages entièrement détruits ou les cités ayant résisté héroïquement se verront attribuer la croix de guerre, qui figurera à la place d'honneur dans leurs armoiries.

## Insigne
Médaille :
On a longtemps cru que Paul-Albert Bartholomé avait réalisé le modèle définitif. De récentes recherches montrent, en réalité, qu'il s'agit d'une création de la maison Arthus-Bertrand,.
Texte législatif :
« La Croix de guerre instituée par la loi du 8 avril 1915 est en bronze florentin du modèle de 37 mm, à quatre branches, deux épées croisées.
 Le centre représente à l'avers une tête de République au bonnet phrygien ornée d'une couronne de lauriers avec en exergue « République française ».
 Il porte au revers l'inscription « 1914-1915. » (Art. 1er du décret du 23 avril 1915).
Cette inscription sera par la suite modifiée et la croix de guerre portera successivement les suivantes : 1914-1915, 1914-1916, 1914-1917 et 1914-1918.

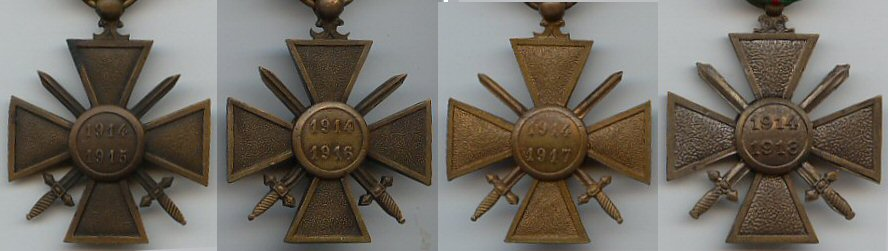
Revers des quatre variantes de la croix de guerre de la Première Guerre mondiale

Ruban : vert avec liseré rouge à chaque bord et comptant cinq branches rouges verticales de 1,5 mm.

Origine du ruban : Le ruban de la croix de guerre de 1914-1918 est celui de la médaille de Sainte-Hélène. Napoléon III récompensait, grâce à elle, les vétérans de l'armée du Premier Empire.
Il existait des variantes, par exemple la IVe Armée proposait le port d'une étoile rouge pour citation en cas de blessure dont le décret d'application du 23 avril 1915 fixe les distinctions entre les différents niveaux des citations :
- Étoiles
  - Citation à l'ordre du régiment : bronze
  - Citation à l'ordre de la brigade : bronze
  - Citation à l'ordre de la division : argent
  - Citation à l'ordre du corps d'armée : vermeil
- Palme
  - Citation à l'ordre de l'armée : bronze
  - 5 citations à l'ordre de l'armée : argent

Étoile de bronze.
Étoile d'argent.
Étoile de vermeil.
Palme de bronze.
Palme d'argent.
Palme d'argent et étoiles de bronze et d'argent.
Palme d'argent et étoiles d'argent.
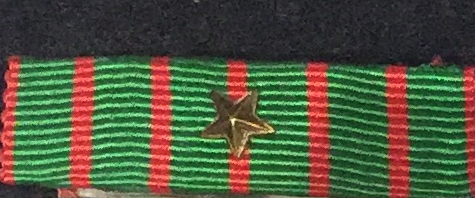
Une croix de guerre 14-18 avec une étoile de bronze.

## Décorés
Le nombre exact de titulaires de la croix de guerre 1914-1918 est inconnu. Au 1er mars 1920, le ministère de la Guerre estimait à 2 055 000 le nombre de citations attribuées aux combattants des armées françaises et alliées. Mais ce chiffre ne tient pas compte des citations à titre posthume et des croix de guerre avec palme accompagnant d'office la Légion d'honneur et la Médaille militaire. Émilienne Moreau-Évrard et Mireille Andrieu furent parmi les premières femmes à l'obtenir.
Le premier poilu à recevoir la croix de guerre fut le caporal Silvain Métivier le 23 février 1915 ; il était affecté au 66e régiment d'infanterie pendant les faits. 
La croix de guerre 1914-1918 la plus « chargée » est celle de l’As français René Fonck, avec 27 citations, soit 26 palmes et 1 étoile. Toutefois, il s'est  affiché après-guerre avec une Croix de guerre de 29 citations, soit 28 palmes et 1 étoile, s’étant attribué deux palmes supplémentaires pour sa nomination au grade de commandeur de la Légion d'honneur en 1921, et sa nomination au grade de Grand officier de la Légion d'honneur en 1936 : ces deux nominations, étant intervenues après la guerre, ne donnaient pourtant pas droit règlementairement à une palme supplémentaire.
Un autre As français, Charles Nungesser, arborait une Croix de guerre avec 30 citations, soit 28 palmes et 2 étoiles, mais il avait en réalité reçu seulement 19 palmes et 2 étoiles : il s'était ajouté de lui-même 9 palmes non-règlementaires correspondant à 9 décorations étrangères.
Le sous-officier le plus décoré est l'adjudant-chef Henri Roger, avec 14 citations (5 palmes et 9 étoiles).
L'homme de troupe le plus décoré est le chasseur alpin Albert Roche, avec 12 citations (4 palmes et 8 étoiles).
Les décorés ne sont pas seulement des combattants. Des aumôniers, des ambulanciers ont également reçu cette décoration ainsi que des civils et même un pigeon voyageur nommé Cher Ami, en 1916.
La croix de guerre a été aussi décernée à titre collectif. Plus de 600 unités de l'armée de terre furent décorées, ainsi qu'une quarantaine de navires (le Bouvet par exemple) de la marine de guerre, plus de 80 bâtiments auxiliaires et de commerce (Livre d'or de la marine) et plus de 70 escadrilles d'aviation. Il y eut aussi des organismes, comme les Chemins de fer de la Banlieue de Reims ou d'institutions (Préfecture de police de Paris, barreau de Paris, universités, grandes écoles, etc.).
Enfin, entre 1917 et 1931, 2 951 communes furent décorées de la croix de guerre 1914-1918 ; en tout, ce sont 2 985 communes qui se sont vu attribuer cet insigne, réparties en 2942 communes issues de la liste origine, 16 communes qui n'étaient pas dans la liste origine, 12 CG attribuées à la suite de la Légion d'honneur ainsi que 15 villes étrangères n'apparaissaient pas dans la liste origine.

## Fourragère
Les membres des unités militaires décorées au moins à deux reprises de la croix de guerre peuvent arborer une fourragère. Cette fourragère est portée à titre collectif pour tous les personnels qui appartiennent à l'unité. Elle peut être portée à titre individuel si le membre de l'unité a participé aux événements qui ont conféré la fourragère à l'unité. Les couleurs et la disposition de cette fourragère changent selon le nombre de citations obtenues. Cette disposition sera étendue aux drapeaux et étendards des unités ayant reçu cette récompense.
Les anciens combattants de la Première Guerre mondiale, titulaires d'une fourragère à titre personnel ont pris coutume d'adapter cette dernière en modèle réduit fixé à la barrette d'attache de la croix de guerre (textes officiels inexistants). Cette fourragère modèle réduit doit pouvoir répondre à une attestation délivrée par le chef de corps (voir la photo no 1 ci-dessous).

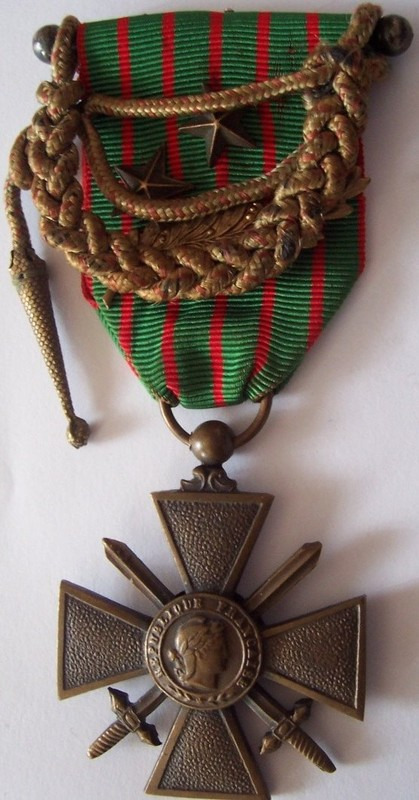
1
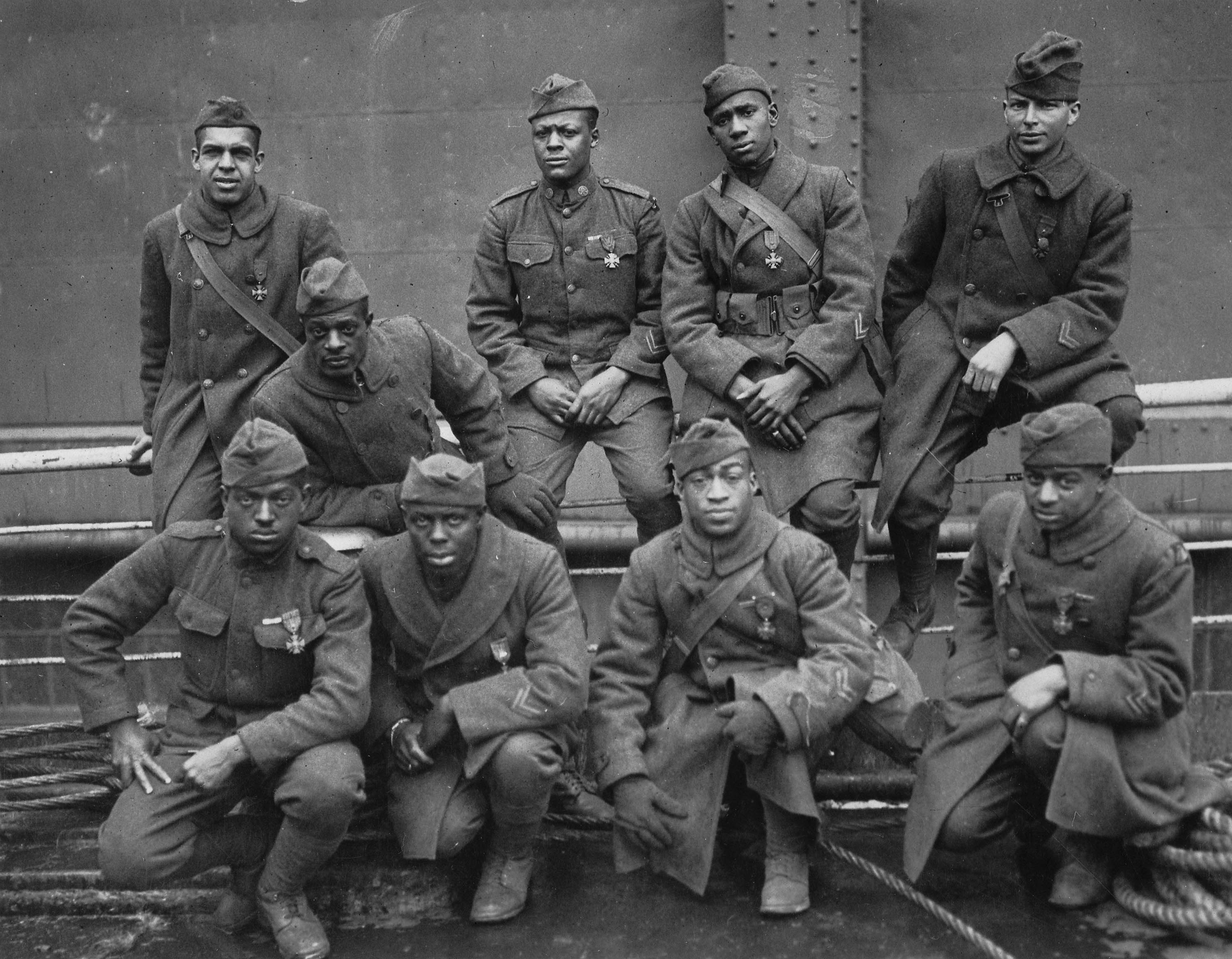
2
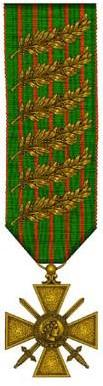
3.

1. Croix de guerre 1914-1918 avec citations et la fourragère en modèle réduit sur le ruban.
2. Neuf soldats noirs du 369e régiment d'infanterie de l'armée américaine (Harlem Hellfighters) décorés nominativement de la croix de guerre 1914-1918 pour bravoure au combat.
3. croix de guerre 1914-1918 avec six palmes.

## Cérémonial de réception

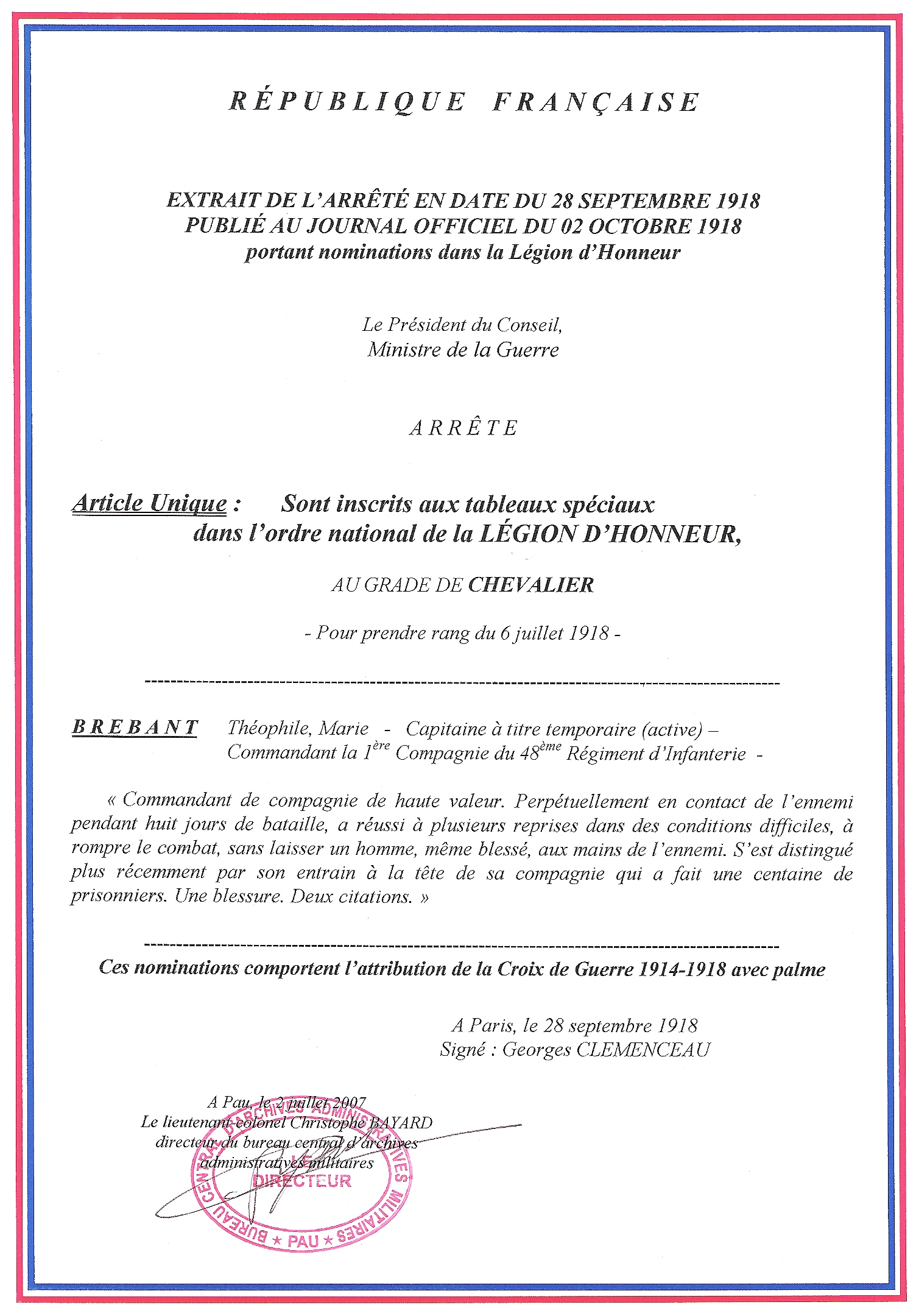
Arrêté pour la nomination au grade de chevalier de la Légion d'honneur avec attribution de la croix de guerre 1914-1918 avec palme du capitaine Brébant en date du 28 septembre 1918 et signé par Georges Clemenceau.

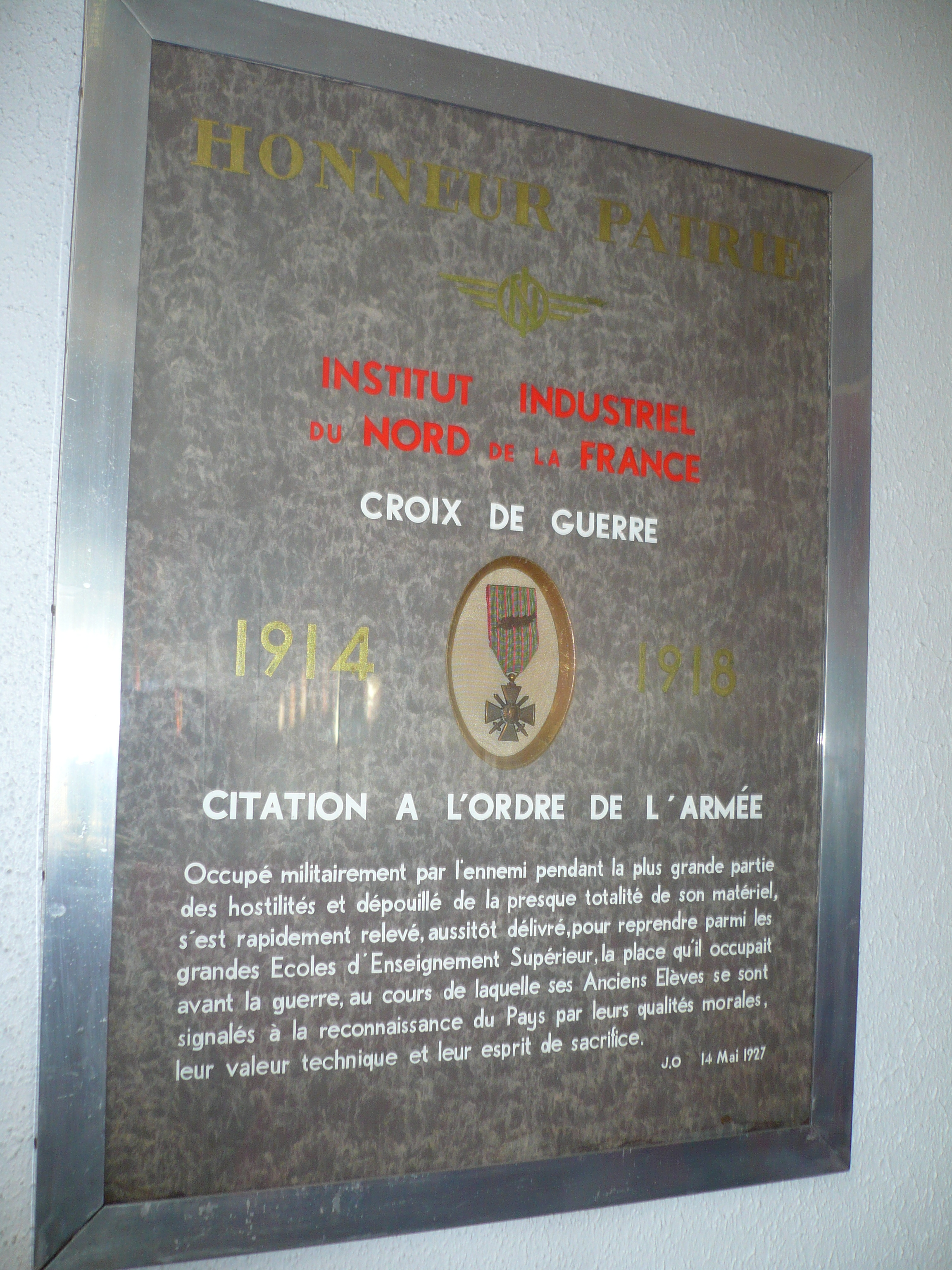
croix de guerre avec citation à l'ordre de l'armée attribuée à l'Institut industriel du Nord de la France.

L'attribution de la croix de guerre ne s'accompagne d'aucun cérémonial obligatoire. La remise à l'intéressé d'un extrait de l'ordre le citant suffit à établir ses droits au port de cette distinction.
La procédure officielle :
- Premièrement, un acte officiel est écrit sur la demande du chef de corps du régiment auquel appartiennent l'officier, le sous-officier ou soldat concernant son acte de bravoure donnant droit à une citation puis à l'attribution d'une médaille (croix de la Légion d'honneur, Médaille Militaire, croix de guerre, croix de la valeur militaire, etc.).
- Deuxièmement, la demande doit passer devant une commission chargée de l'octroi des récompenses. Cette commission est présidée par un officier supérieur épaulé par d'autres officiers.
- Troisièmement, la demande sera envoyée sur rapport au ministre de la guerre (maintenant au ministre de la défense) qui donnera son avis.
- Quatrièmement, un extrait de l'arrêté sera publié pour prendre rang à compter du … sur le journal officiel (seules les citations qui octroient la remise de la Légion d'honneur ou de la Médaille militaire sont publiées). Elles sont archivées au bureau des archives militaires de Pau.
- Cinquièmement, l'intéressé peut porter sa décoration.

Les citations à l'ordre de l'armée sont exclusivement décernées par le ministre de la Défense. Celles concernant les autres degrés, allant du corps d’armée au régiment, relèvent de la compétence exclusive du général, chef d’État-major des Armées. Cela n'a pas toujours été le cas, par exemple pendant la Première Guerre mondiale, les citations à l'ordre de l'armée étaient décernées exclusivement par un général d'armée, les citations à l'ordre du corps d'armée exclusivement par un général de corps d'armée, ainsi de suite).
Si la croix est remise au cours d'une prise d'armes, le récipiendaire vient se ranger dix pas en avant du drapeau. Le commandant des troupes commande le "Garde-à-vous". L'autorité chargée de la remise fait ouvrir le ban et, après avoir indiqué le grade, le nom et le prénom du récipiendaire, prononce la formule suivante (exemple) : 
« Au nom du ministre de la Défense, nous vous décernons la croix de la Légion d'honneur au grade de chevalier ainsi que la croix de guerre 1914-1918 avec palme pour les motifs suivants :
Commandant de compagnie de haute valeur. Perpétuellement en contact avec l’ennemi pendant huit jours de bataille, a réussi à plusieurs reprises dans des conditions difficiles, à rompre le combat, sans laisser un homme, même blessé, aux mains de l’ennemi, s’est distingué plus récemment par son entrain à la tête de sa compagnie qui a fait une centaine de prisonniers. Une blessure deux citations ».
Après la remise, ladite autorité fait fermer le ban. Le récipiendaire rejoint les rangs. Pour toute autre décoration, le cérémonial est le même.

## Associations de décorés de la croix de guerre
Après la fin de la Première Guerre mondiale, les soldats rescapés se sont organisés en associations et unions.
L'Association nationale des croix de guerre, devenue aujourd'hui l'Association nationale des croix de guerre et de la Valeur militaire (ANCGVM), est fondée en 1919 par le vice-amiral Émile Guépratte, dont le but est de regrouper les soldats de tous grades et de toutes armées, les unités militaires, les villes, et les institutions civiles, cités et décorés de la croix de Guerre.